# Brosimum gaudichaudii
Brosimum gaudichaudii är en mullbärsväxtart som beskrevs av Trec.. Brosimum gaudichaudii ingår i släktet Brosimum och familjen mullbärsväxter. Inga underarter finns listade i Catalogue of Life.

## Bildgalleri

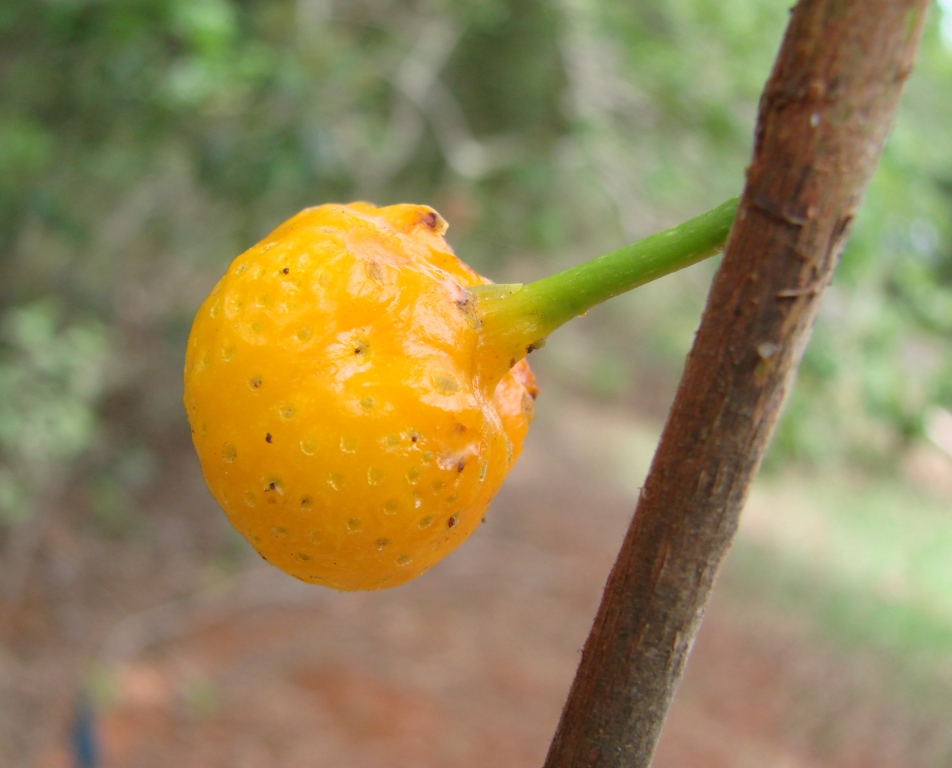